# William Lawrence Bragg
Sir William Lawrence Bragg FRS, (31 tháng 3 năm 1890 – 1 tháng 7 năm 1971) là một nhà vật lý người Australia. Ông là người đồng nhận Giải Nobel Vật lý năm 1915 với cha của mình là Sir William Henry Bragg về phát minh, chế tạo ra dụng cụ phân tích cấu trúc tinh thể bằng tia X. Tính đến năm 2018, ông là người trẻ tuổi nhất từng được nhận giải Nobel, khi nhận giải ông mới 25 tuổi. Ông cũng là giám đốc của Phòng thí nghiệm Cavendish, Cambridge.

## Tiểu sử
Bragg sinh ra tại North Adelaide, thuộc miền Nam Australia. Khi còn nhỏ, ông là một cậu bé nhạy cảm và sớm thể hiện sự quan tâm đến khoa học và toán học. Cha của ông, William Henry Bragg, là một giáo sư toán học và vật lý của trường Đại học Adelaide. Một thời gian ngắn sau khi đến trường, khi ông 5 tuổi, William Lawrence Bragg bị ngã xe đạp và bị gãy tay. Cha của ông trước đó đã đọc về các thí nghiệm của Röntgen ở châu Âu và đã sử dụng những khám phá mới nhất về X-quang để kiểm tra cánh tay bị gãy. Đây là lần đầu tiên việc sử dụng tia X-quang trong y học được ghi nhận ở Australia.